# Biełintersat-1

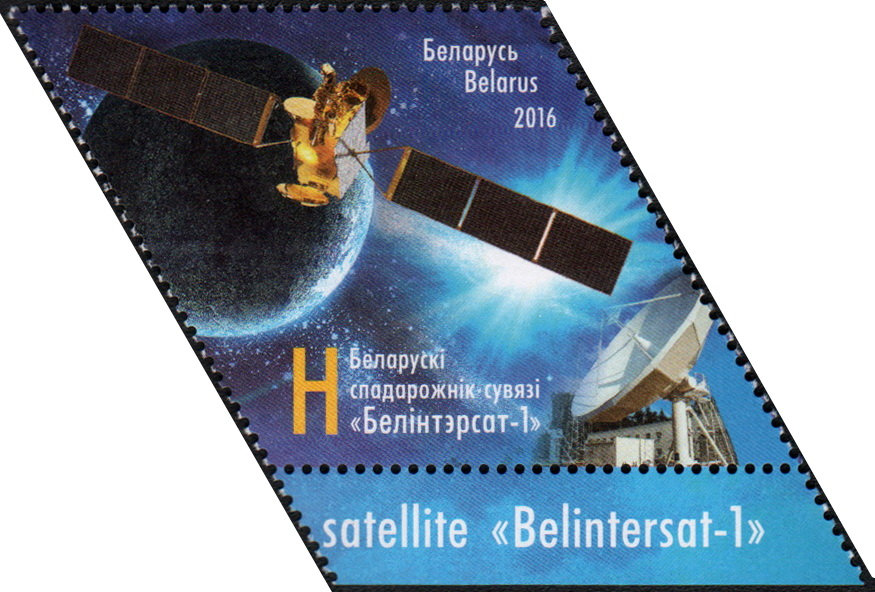
Białoruski znaczek pocztowy z 2016 roku upamiętniający wystrzelenie satelity

Biełintersat-1 (biał. Белінтэрсат-1, ang. Belintersat-1, uprzednio także Belarus Sat 1) – białoruski geostacjonarny satelita telekomunikacyjny, w 2016 roku umieszczony na orbicie na pozycji 51,5° E. 
Zbudowany przez China Aerospace Science and Technology Corporation na bazie chińskiej platformy DFH-4 i z użyciem osprzętu telekomunikacyjnego dostarczonego przez Thales Alenia Space. Wyposażony w 38 transponderów: 20 transponderów 36 MHz działających w paśmie C oraz 14 transponderów 36 MHz i 4 transpondery rozszerzone 54 MHz działające w paśmie Ku. Biełintersat-1 to drugi białoruski sztuczny satelita umieszczony na orbicie Ziemi, po mniejszym BiełKA-2 z 2012 roku.

## Kontrakt i budowa
Dostawca satelity został wstępnie wybrany we wrześniu 2011 roku – był to pierwszy zdobyty w Europie przez chińską China Great Wall Industry Corporation (spółkę-córkę China Aerospace Science and Technology Corporation) kontrakt na budowę satelity telekomunikacyjnego. Zamówienie obejmowało budowę satelity opartego na platformie Dongfanghong-4, wyniesienie go przy pomocy rakiety Długi Marsz 3B z Centrum Startowego Satelitów Xichang, budowę stacji naziemnej w Mińsku oraz szkolenia białoruskich techników. Kontrakt został ostatecznie podpisany w połowie 2012 roku. W końcu 2015 roku ogłoszono, że przetarg na usługi związane z testami i obsługą satelity na orbicie wygrał nigeryjski operator satelitarny NigComSat (Nigerian Communications Satellite).
Satelity zbudowane na chińskiej platformie DFH-4 mają wymiary 2,36 m × 2,1 m × 3,6 m, przy masie startowej 5200 kg. Moc paneli słonecznych o rozpiętości 22 metrów wynosi 10,5 kW (przy końcu służby), zaś moc osprzętu telekomunikacyjnego 8 kW.

## Wystrzelenie i operacje
Biełintersat-1 został wystrzelony z wyrzutni LC-3 Centrum Startowego Satelitów Xichang przy pomocy rakiety Długi Marsz 3B/G2 15 stycznia 2016 roku o 16:57 UTC. Satelita ma przez minimum 15 lat przekazywać sygnał telewizyjny, radiowy oraz transmisje Internetu bezprzewodowego. Przywódcy krajów Alaksandr Łukaszenka i Xi Jinping wymienili listy gratulacyjne z okazji współpracy międzypaństwowej.
Satelita obsługuje trzy kontynenty: Europę, Afrykę i Azję. Sygnał 38 transponderów (20 transponderów 36 MHz w paśmie C oraz 14 transponderów 36 MHz i czterech 54 MHz w paśmie Ku) został podzielony na trzy wiązki  – europejską (pasmo Ku), afrykańską (pasma Ku i C) i wschodnią (pasmo C), z ograniczoną możliwością relokacji transponderów. Polska znalazła się w centrum wiązki europejskiej i z bardzo dużą siłą sygnału. W latach 2017–2018 w tej wiązce nadawano pakiet ponad 100 programów słowackich, czeskich i węgierskich słowackiego operatora Pantelio. 
Część transponderów satelity została odsprzedana China Satcom pod nazwą ZX-15 Zhongxing-15 (lub ChinaSat-15).